# 高野紀子
高野 紀子（たかの のりこ、1936年 (昭和11年) 8月4日 - ）は、日本の音楽学者、国立音楽大学名誉教授、元学長。

## 来歴
満州国時代に日本の租借地であった関東州の大連市に生まれる。東京芸術大学音楽学部楽理科を卒業し、さらに同大学専攻科を修了後、ドイツ政府留学生としてチュービンゲン大学に留学した。
中世ルネッサンス音楽ないし初期バロック音楽の声楽作品の演奏研究を専門として、永く国立音楽大学音楽研究所に所属し、古楽器を用いた初期のオペラ作品の復元演奏に取り組んだ。
1970年代から国立音楽大学が継続的に取り組む歌唱法研究において、科学研究費助成事業の代表を務める。その成果は1989年に、フランチェスカ・カッチーニ作品のオペラ『ルッジェーロの救出』（La liberazione di Ruggiero）と、クラウディオ・モンテヴェルディ作品のオペラ『オルフェオ 』（L'Orfeo）の古楽器を用いた演奏会形式による復元上演を企画・構成し、同年『ルッジェーロの救出』の復元演奏を収めたCDが発表された際には、その監修に当たった。
1995年には、国立音楽大学の創立七十周年記念事業として行なわれた、アントニオ・チェスティ作品のオペラ『オロンテーア』を復元上演する試みの中心となった。
2003年から2007年まで、国立音楽大学の学長を務めた。

## 主な著作
- 「ハインリヒ・イザークのコラーリス・コンスタンチヌス研究 -1-」国立音楽大学紀要編集委員会 編『国立音楽大学研究紀要』59-79頁（国立音楽大学、1966年6月、59）OCLC 5178597146。
- 「中世およびルネサンス音楽の演奏の問題」『音楽芸術』第24号、43-45頁（音楽之友社、1966年月、43）OCLC 5171328211
- 「写本 Opus Musicum……について--ゼンフルの作品を中心にした考察」『音楽学』第12号（通号: 15）、12–26頁（日本音楽学会、1970月7日）。ISSN 0030-2597、OCLC 5171254777。
- 「ヴィラールトと分割合唱について」『有馬大五郎先生古稀記念論文集』国立音楽大学楽理学科研究室 編（国立音楽大学、1970年）
- 「ドイツ人音楽家と日本」『日独文化交流の史実』（日独協会、1974年）doi:10.11501/12285440、国立国会図書館書誌ID:000001217975。
- 金沢 正剛、中野 博詞 共著「実証的研究と演奏の実際--多声賛歌にみられるルネサンス様式の成立」『音楽学』第23巻第2号170–173頁（日本音楽学会〈研究発表と討論--日本の音楽学の現状〉、1977年）--音楽学会第28回全国大会総覧：（昭和52年）10月8日–9日。
- 「11世紀の『音楽用語集』について」『有馬大五郎先生八十歳記念論文集』国立音楽大学楽理学科研究室 編（国立音楽大学、1980年）doi:10.11501/12432250国立国会図書館書誌ID:000001500286。
- 高野紀子 ほか『音楽史と音楽文献 : 音楽図書館協議会・閲覧参考業務担当者会議・集中研修の記録（1983 Sep. 6-7）』（国立音楽大学付属図書館〈Introduction to music research series ; 1〉、1987年11月）国立国会図書館書誌ID:029048566、OCLC 1133182138。
- 「カッチーニとマルセロをめぐって」『音楽と音楽学 : 服部幸三先生還暦記念論文集』角倉一朗 ほか編（音楽之友社、1986年）ISBN 4-276-13902-3、doi:10.11501/12432358、国立国会図書館書誌ID:000001831579[11]。
- 「『声』の開拓者モーツァルト」『モーツァルトの音と言葉』海老沢敏、佐々木健一、柴田南雄、鷲見洋一 編（岩波書店〈モーツァルト 3〉、1991年）NCID BN07020544。
- 「クラウディオ・モンテヴェルディ没後350年〈特集〉モンテヴェルディ研究の新しい視座--最近の研究の動向を中心に」『音楽芸術』51号18-23頁（音楽之友社、1993年10月）ISSN 0030-2600、OCLC 5171404532。
- 「ピアノ音楽にみる西洋音楽史の断面〈特集〉オリジナル楽器による新しい響き」『音楽の世界』第32号13-15頁（日本音楽舞踊会議、1993年10月）日本音楽舞踊会議創立30周年記念--ISSN 1342-5463、OCLC 5171471100。
- 庄野進 共著『音楽のテアトロン』（勁草書房、1994年）ISBN 9784326851287, 4326851287、OCLC 47318165。
- 「モンテヴェルディとタッソ」『音楽の宇宙 : 皆川達夫先生古希記念論文集』（音楽之友社、1998年）ISBN 9784276139053、NCID BA3538759X。
- 「学長インタヴュー 新しい教育システムでスタートする国立音楽大学-高野紀子学長に訊く」『レッスンの友 : ピアノ音楽誌』第42巻第4号（通号: 487）36-39頁（レッスンの友社、2004年4月）ISSN 0913-3623、OCLC 6917830891。掲載誌別題『Lesson no tomo : a magazine for music lovers』。

### 訳書
- ローベルト・ラッハ（ドイツ語版）『理論家としてのモーツァルト』（音楽之友社、1973年）
- ハンス＝マルチン・リンデ（ドイツ語版） 編著『古い音楽における装飾の手引き』（全音楽譜出版社、1991年）
- 訳・解説『最初期のモーツァルト伝』（音楽之友社〈モーツァルト叢書 ; 18〉、1992年）ISBN 4-276-22118-8、doi:10.11501/13243784、国立国会図書館書誌ID:000002186752。
  - フリードリヒ・シュリヒテグロル（ドイツ語版）著『モーツァルトの生涯』
  - フランツ・ニーメチェク（イタリア語版、英語版）著『ヴォルフガング・ゴットリープ・モーツァルトの生涯』
- Smend, Friedrich、パウル・ミース（Mies, Paul）『バッハのカンタータ』角倉一朗と共訳（白水社〈バッハ叢書〉、1980年）ISBN 4560037639、CRID 1130282269949367296。
- 海老沢 敏 監訳『モーツァルト探究』（中央公論社、1992年）ISBN 4120021661、NCID BN08556153。
  - ヘルベルト・クライン（Klein, Herbert）「モーツァルト時代のザルツブルク」
  - カール・アウグスト・ローゼンタール（Rosenthal, Carl A. (Carl August)）「モーツァルトの教会作品に認められるザルツブルクの教会音楽の影響」
  - ヨハン・ネーポムク・ダーフィット（David, Johann Nepomuk）「ジュピター交響曲 : その主題および旋律的連繋に関する研究」
- ヨハンネス・デ・グロケイオ（De Grocheo, Johannes）著。皆川達夫、金澤正剛 とともに監修『音楽論 : 全訳と手引き』エルンスト・ロロフ 編。中世ルネサンス音楽史研究会 共訳（春秋社、2001年）ISBN 9784393930151, 4393930150、OCLC 54707750。原著（新版1972年刊）の翻訳。
  - De Grocheo, Johannes『Die Quellenhandschriften zum Musiktraktat des Johannes de Grocheio』Ernst Rohloff 編（ライプツィヒ：Deutscher Verl, f. Musik、1972年）電子書籍、ドイツ語OCLC 654131558。